# Gulella claustralis
Gulella claustralis е вид коремоного от семейство Streptaxidae. Видът е застрашен от изчезване.

## Разпространение
Разпространен е в Южна Африка (Източен Кейп и Квазулу-Натал).